# Arvăteasca
Arvăteasca – wieś w Rumunii, w okręgu Aluta, w gminie Grădinile. W 2011 roku liczyła 668 mieszkańców.